# Yuri Kolmakov
Yuri Pávlovich Kolmakov –en ruso, Юрий Павлович Колмаков– (Malmyzh, URSS, 10 de octubre de  1945-Minsk, 24 de julio de 2022) fue un deportista soviético que compitió en biatlón. Ganó dos medallas de oro en el Campeonato Mundial de Biatlón, en los años 1973 y 1974.

## Palmarés internacional
| Campeonato Mundial | Campeonato Mundial           | Campeonato Mundial | Campeonato Mundial |
| Año                | Lugar                        | Medalla            | Prueba             |
| ------------------ | ---------------------------- | ------------------ | ------------------ |
| 1973               | Lake Placid (Estados Unidos) | Medalla de oro     | Relevo             |
| 1974               | Minsk (URSS)                 | Medalla de oro     | Relevo             |